# Nyakarembo
Nyakarembo är ett periodiskt vattendrag i Burundi.   Det ligger i provinsen Ruyigi, i den östra delen av landet, 130 km öster om huvudstaden Bujumbura.
I omgivningarna runt Nyakarembo växer huvudsakligen savannskog. Runt Nyakarembo är det ganska glesbefolkat, med 32 invånare per kvadratkilometer.